# The Road to Rome
The Road to Rome è una commedia teatrale scritta da Robert E. Sherwood nel 1927, ambientata a Roma, all'epoca della calata di Annibale in Italia.
La prima si tenne a Broadway, al Playhouse Theatre il 31 gennaio 1927. La commedia, interpretata da Jane Cowl nella parte di Amytis e da Philip Merivale in quella di Annibale, aveva come regista Lester Lonergan. Lo spettacolo, prodotto da William A. Brady e da Dwight Deere Wiman - chiuse i battenti nel gennaio 1928, dopo 392 rappresentazioni.
The Road to Rome venne ripresa a Broadway, sempre al Playhouse Theatre, con la stessa regia di Lester Lonergan; fu rappresentata per 440 repliche dal 21 maggio 1928 al giugno 1929.
La commedia ebbe un adattamento cinematografico nel 1955: Dorothy Kingsley scrisse la sceneggiatura di Jupiter's Darling, un film musicale diretto da George Sidney e interpretato nei ruoli principali da Esther Williams, Howard Keel e George Sanders. Nell'edizione italiana, il film uscì distribuito con il titolo Annibale e la vestale.

## Trama
Giugno 216 b.C. Annibale sta per mettere sotto assedio Roma. Vagando per la campagna romana, alla ricerca di una postazione da cui spiare la città, si imbatte in una bella ragazza che lo porta a vedere Roma. La giovane è Amytis, fidanzata annoiata di Quinto Fabio Massimo il "Temporeggiatore", il comandante in capo delle forze romane. Tra lei e Annibale scocca la scintilla.

## Cast alla prima: 31 gennaio 1927
- Charles Brokaw: Scipio
- Fairfax Burgher: Varius
- Joyce Carey: Meta
- Jane Cowl: Amytis
- Louis Hector: Hasdrubal
- Lionel Hogarth: Sertorius /Thotmes
- Barry Jones: Mago
- Walter A. Kinsella: terza guardia
- Ben Lackland: Seconda guardia
- Richie Ling: Fabius
- Lewis Martin: Caporale
- Jock McGraw: Sergente
- John McNulty: quarta guardia
- Peter Meade: Tanus /quinta guardia
- Philip Merivale: Hannibal (Annibale)
- Harold Moffet: Carthalo
- Clement O'Loghlen: prima guardia
- William Pearce: Catone
- Gert Pouncy: Bala
- Jessie Ralph: Fabia
- William R. Randall: Drusus
- Alfred Webster: Tibullus /Maherbal

### Trasposizioni cinematografiche
- Annibale e la vestale (Jupiter's Darling), regia di George Sidney (1955)